# Ложнощитовки
Ложнощитовки, или кокциды, или ложнощитовки и подушечницы (лат. Coccidae) — семейство полужесткокрылых насекомых из надсемейства червецов. Описано свыше 1100 видов, из которых в Европе встречаются около 150 видов.

## Описание
Задний конец брюшка раздвоен анальной щелью, анальное отверстие прикрыто двумя анальными пластинками; если пластинки отсутствуют, то тело сильно выпуклое, почковидное.
Известны следующие хромосомные числа Coccidae — от 2n=10 до 2n=36 (у мучнистых червецов Pseudococcidae — от 2n=8 до 2n=64; у всех Coccoidea — от 4 до 192).

## Систематика
В составе семейства:
- Acantholecanium
- Anapulvinaria Borkhsenius, 1952 (Acanthopulvinaria discoidalis, Acanthopulvinaria orientalis)
- Ancepaspis Ferris, 1920
- Bodenheimera
- Cajalecanium
- Ceroplastes Gray, 1828 (Ceroplastes brevicauda)
- Chlamydolecanium Goux, 1933
- Coccus Linnaeus, 1758
- Cryptinglisia Cockerell, 1900
- Dermolecanium
- Eriopeltis Signoret, 1872
- Eucalymnatus Cockerell, 1901
- Eulecanium Cockerell, 1893
- Exaeretopus
- Filippia Targioni Tozzetti, 1868
- Kilifia
- Lecanopsis Targioni Tozzetti, 1868
- Lichtensia Signoret, 1873
- Luzulaspis Cockerell, 1902
- Mesolecanium (Mesolecanium baccharidis)
- Nemolecanium Borchsenius, 1955
- Neopulvinaria Hadzibejli, 1955
- Palaeolecanium Sulc, 1908
- Parafairmairia Cockerell, 1899
- Parasaissetia Takahashi, 1955
- Parthenolecanium Sulc, 1908
- Phyllostroma Sulc, 1942
- Physokermes Targioni Tozzetti, 1869
- Protopulvinaria Cockerell, 1894
- Psilococcus
- Pulvinaria Targioni Tozzetti, 1866 (Pulvinaria chrysanthemi)
- Pulvinariella Borchsenius, 1953
- Rhizopulvinaria Borchsenius, 1952 (Rhizopulvinaria halli)
- Rhodococcus Borchsenius, 1953
- Saissetia Déplanche, 1859
- Scythia Kiritchenko, 1938
- Sphaerolecanium Leonardi, 1908
- Stotzia
- Vinsonia
- Vittacoccus